# Sium sisarum

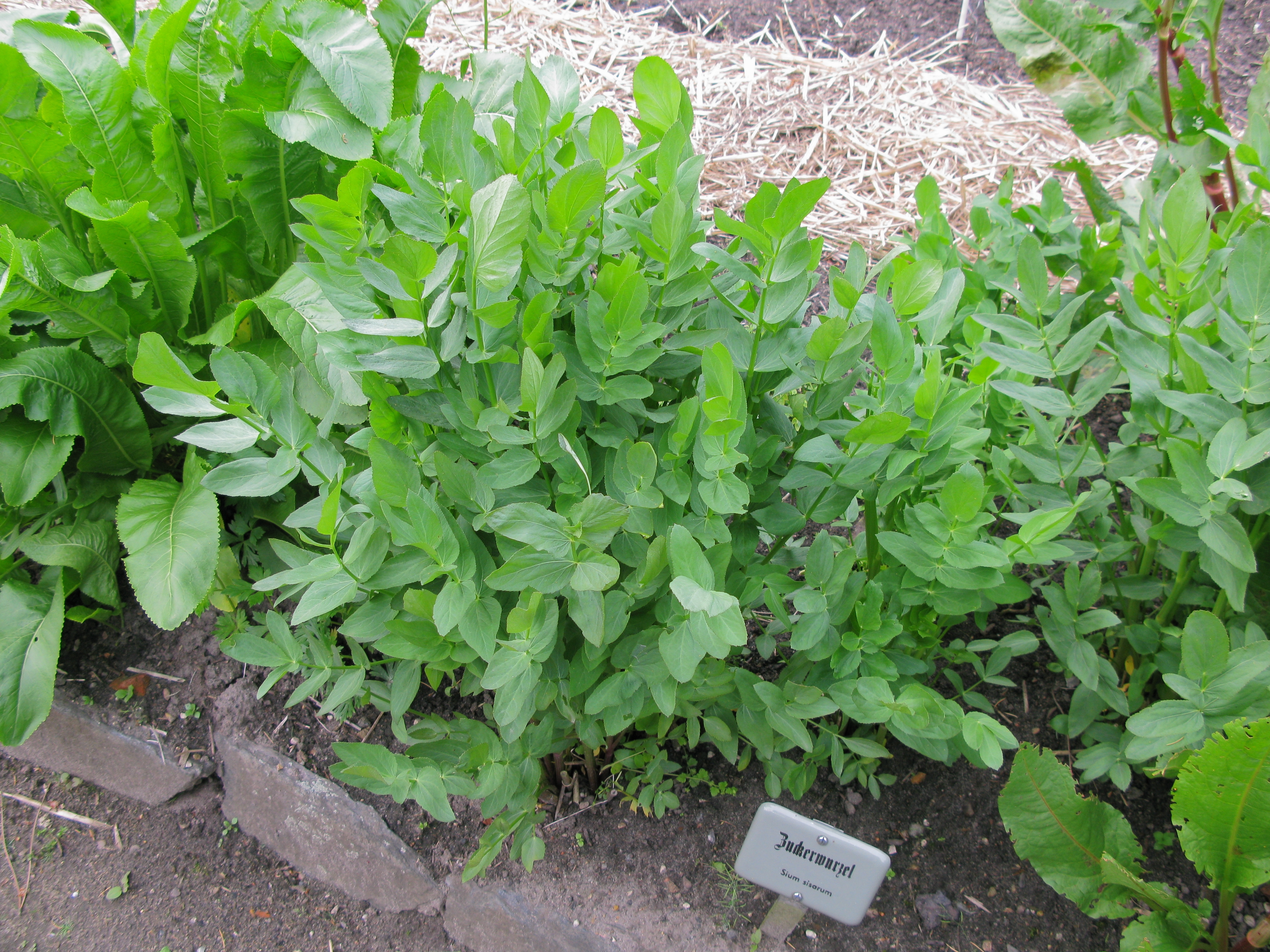
Vista de la planta

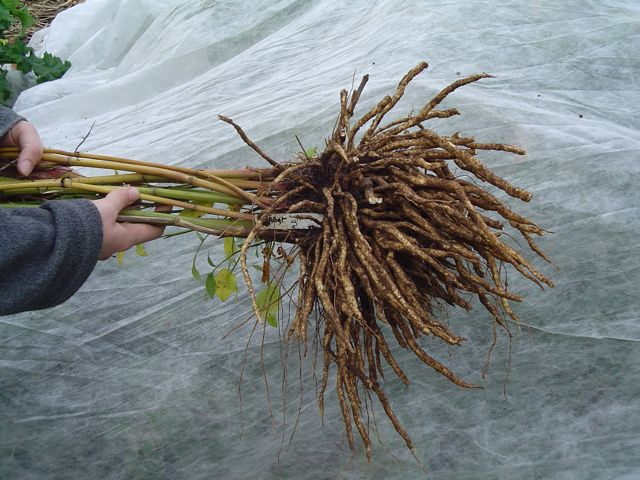
Radici di sedanina

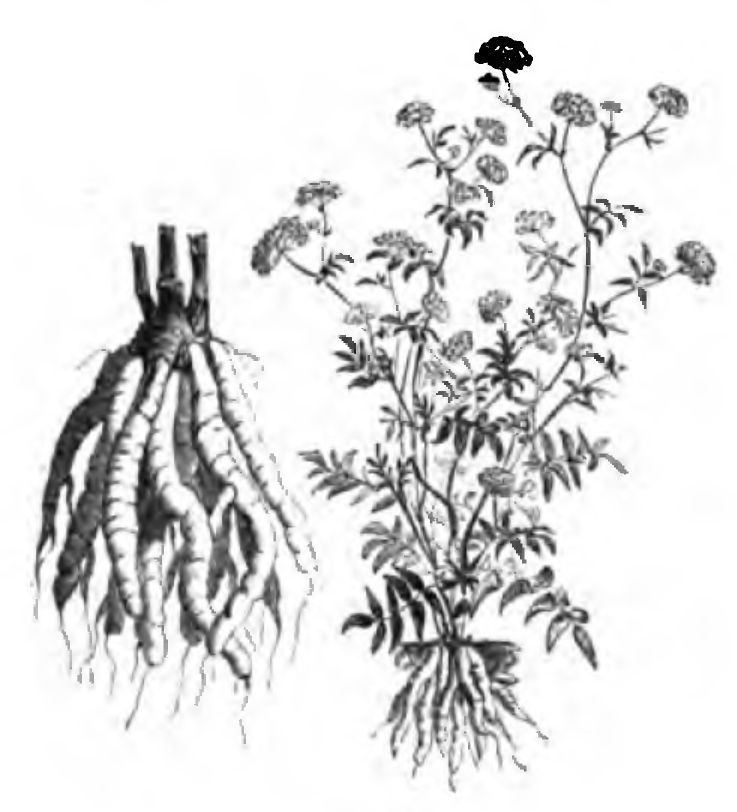
Ilustración

La escaravía (Sium sisarum), también llamada chirivía de azúcar, escaravía tudesca, sisaro o skirret, es una planta de la familia de las apiáceas. Su raíz es comestible aunque en la actualidad se cultiva raramente.

## Descripción
Es una planta herbácea perenne que llega a alcanzar el metro y medio de altura y 40 centímetros de porte. Las flores, blancas y agrupadas en umbelas, son hermafroditas y se polinizan por insectos. La planta es autofecundable. Las hojas son lanceoladas, serradas y pinnaticompuestas, de color verde oscuro y brillantes. Los frutos son aquenios y las semillas tienen entre 0,75 y 1 mm de grosor por 2 a 2,5 de largo.
Posee una raíz tuberosa arracimada de un grosor de un par de centímetros con un núcleo fibroso no comestible. La carne es blanca y posee un sabor dulce próximo al de la zanahoria y la chirivía.
Es una planta resistente que crece bien en el clima frío y húmedo de Europa Central.

## Historia
La planta es de origen incierto, probablemente de China o Asia Central. En Europa hay indicios de su cultivo en la antigüedad al menos en las islas británicas, y posteriormente es mencionada en el Capitulare de villis vel curtis imperii de Carlomagno. Posteriormente es citada por Rabelais en Gargantúa y Pantagruel. El calendario republicano francés le dedicó el día 16 de Brumario.
A partir del siglo XVIII su cultivo cayó en desuso, siendo sustituida por la patata y otras especies. En la actualidad sólo se cultiva de forma esporádica, siendo China y otros países de extremo oriente los únicos que tienen una producción significativa.

## Uso
Para su cultivo, la siembra se realiza mediante semillas o divisiones de la raíz, hacia marzo, y la cosecha se realiza en otoño, aunque se puede retrasar gracias a la resistencia de la planta. El rendimiento es de entre 1,2 y 1,5 Kg/m².
La raíz se puede consumir cruda o cocinada pero debe retirarse el núcleo fibroso. También son comestibles las hojas tiernas, que se pueden consumir en ensalada. La carne de la raíz contiene un 4 a 8% de azúcar (sacarosa) y hasta un 63 a 65% una vez seca. Por este motivo fue cultivada en tiempos en los que el azúcar era caro o escaso.

## Taxonomía
Sium sisarum fue descrita por Carlos Linneo y publicado en Sp. Pl. 1: 251. 1753
Sinonimia
- Apium sisarum (L.) Calest.
- Berula lancifolia Besser
- Carum sisarum (L.) Baill.
- Pimpinella sisaroidea (DC.) Manden.
- Pimpinella sisarum (L.) Jess.
- Selinum sisarum (L.) E.H.L.Krause
- Seseli sisarum (L.) Crantz
- Sisarum sisaroideum (DC.) Schischk. ex Krylov
- Sium lancifolium M.Bieb.
- Sium sisaroideum DC.[5]

## Nombres comunes
- chirivía de Cuaresma, chirivía tudesca.[6]